# Comment le brigadier mit à mort le renard
Comment le brigadier mit à mort le renard (The Crime of the Brigadier en version originale), est une nouvelle d'Arthur Conan Doyle mettant en scène le Brigadier Gérard. Elle est parue pour la première fois dans la revue américaine The Cosmopolitan en décembre 1899, avant d'être reprise dans le recueil Les Aventures du Brigadier Gérard (The Adventures of Gerard) où elle paraît en anglais sous le titre How the Brigadier Slew the Fox.
La nouvelle est traduite en français et publiée en juillet 1901 en deux parties dans l'hebdomadaire La Vie Illustrée n°143 et 144 édité par Félix Juven, sous le titre Le Crime du Colonel. La nouvelle connaît une seconde traduction en 1922 où elle paraît sous le titre Comment le Brigadier tua le renard dans le recueil Les Aventures du Brigadier Gérard édité par Albin Michel. La nouvelle a également été traduite par Robert Latour en 1957 pour l'édition intégrale des œuvres d'Arthur Conan Doyle éditée par Robert Laffont, sous le titre Comment le brigadier mit à mort le renard.

## Résumé
En 1810, le colonel Gérard se trouve à Torres Vedras au Portugal. L'armée française de Masséna et l'armée anglaise de Wellington se font face dans le cadre de la troisième invasion napoléonienne au Portugal, avec un avantage pour l'armée française qui profite alors de la géographie du terrain pour empêcher l'armée anglaise de se déplacer.
Masséna convoque Gérard pour lui confier la mission de s'infiltrer au sein du territoire contrôlé par les Anglais de manière à connaître la position exacte de leur armée. Gérard accepte avec fierté cette mission et part de nuit vers les lignes anglaises, espérant passer inaperçu. Malgré cette chevauchée nocturne, le militaire français est repéré par l'armée anglaise. Des coups de feu sont tirés et le cheval de Gérard s'effondre en succombant à une blessure. Le militaire se retrouve en territoire adverse sans monture, ce qui le place dans une situation périlleuse.

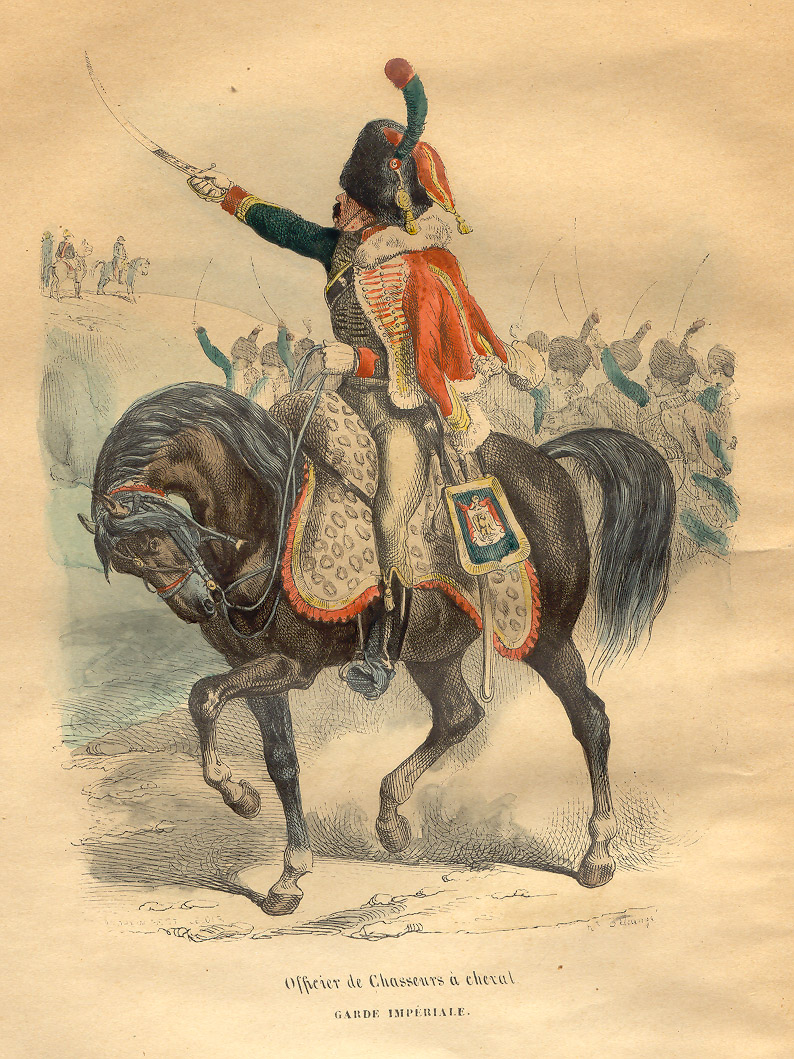
Illustration d'un chasseur à cheval de la Garde impériale en habits rouges brandissant son sabre, semblable au colonel Gérard dans l'intrigue de la nouvelle.

Gérard repère néanmoins une auberge et part se réfugier dans la grange de celle-ci dans l'espoir d'attendre la nuit suivante pour repartir. De sa cachette, il voit arriver un cavalier de l'armée anglaise qui laisse son cheval près de la grange pour aller porter un message à l'auberge. Voyant une occasion inespérée de récupérer une monture, Gérard saute de sa cachette et s'empare du cheval en partant au grand galop dans la campagne portugaise.
Le colonel Gérard prend la direction des lignes françaises, mais croise sur son chemin une troupe de hauts gradés anglais organisant une grande chasse à courre en poursuivant un renard. Gérard s'amuse de voir que l'armée anglaise, bloquée par l'armée française, passe le temps en organisant des parties de chasse au lieu de mobiliser ses troupes pour une attaque. Y voyant une manière inattendue de se sortir d'affaire, Gérard décide de s'intégrer à la partie de chasse. Son costume rouge de colonel français parvient à passer inaperçu au milieu des soldats anglais.
Constatant la puissance de son cheval, Gérard se prend progressivement au jeu et dépasse la plupart des cavaliers anglais jusqu'à prendre la tête du cortège de chasse. Décidé à être le vainqueur de la partie, Gérard dépasse la meute des chiens jusqu'à rejoindre le renard qu'il parvient à sabrer.
Le colonel célèbre sa victoire en brandissant son sabre mais ne s'attarde pas sur place. Immédiatement après avoir tué le renard, le militaire français tourne sa bride et poursuit au grand galop vers les lignes françaises sous les cris des soldats anglais qui se rendent compte trop tard que la victoire leur a été volée de manière extraordinaire par un soldat français. Gérard parvient ainsi à rejoindre l'armée française et à délivrer à Masséna les informations requises au sujet de l'armée anglaise.
Le lecteur apprend dans la nouvelle intitulée Comment le brigadier sauva une armée que le soir-même, un coursier anglais remet à l'armée française le renard sabré par Gérard, les règles de la chasse à courre voulant que l'animal soit remis au vainqueur.